# Civitas foederata
Una civitas foederata, il cui significato è "comunità/stato alleata", era il tipo di città autonoma o comunità locale sotto il governo romano che godeva dei maggiori privilegi.
Ogni provincia romana comprendeva numerose comunità di differente status. Insieme alle colonie romane o ai municipia, i cui residenti detenevano la cittadinanza romana o la cittadinanza latina, una provincia era in gran parte costituita da comunità autogovernatesi di nativi (peregrini), distinte tra loro a seconda del livello di autonomia ad esse riconosciuto: quelle con il livello di autonomia minore erano le civitates stipendariae ("stati tributari"), seguite dalle civitates liberae ("stati liberi"), a cui erano stati concessi specifici privilegi. A differenza di quest'ultima, le civitates foederatae erano legate individualmente a Roma da un trattato formale (foedus). 
Anche se rimanevano formalmente indipendenti, le civitates foederatae in effetti cedevano il controllo della loro politica estera a Roma, alla quale erano legati da un'alleanza perpetua. Nonostante tutto, i cittadini di queste città godevano di alcuni diritti sanciti dal diritto romano, come il commercium e il connubium. Nell'Oriente greco, molte delle città stato greche (poleis) furono formalmente liberate e fu loro concesso qualche forma di garanzia della loro autonomia. Poiché avevano una lunga storia e tradizione, molte di queste comunità si accontentarono di questo status, a differenza di quanto accadde nell'Occidente latino, dove, con la loro romanizzazione progressiva, molte comunità cercarono una promozione graduale allo status di municipium o di colonia.